# Sântionlunca, Covasna
Sântionlunca (maghiară Szentivánlaborfalva) este un sat în comuna Ozun din județul Covasna, Transilvania, România. Se află în partea de sud-vest a județului, în Depresiunea Brașovului, pe Râul Negru.

## Monumente istorice[3]
- Biserica romano-catolică „Sf. Ioan Botezătorul" (1774)
- Capela Szent-Iványi (sec. XVIII)

## Imagini

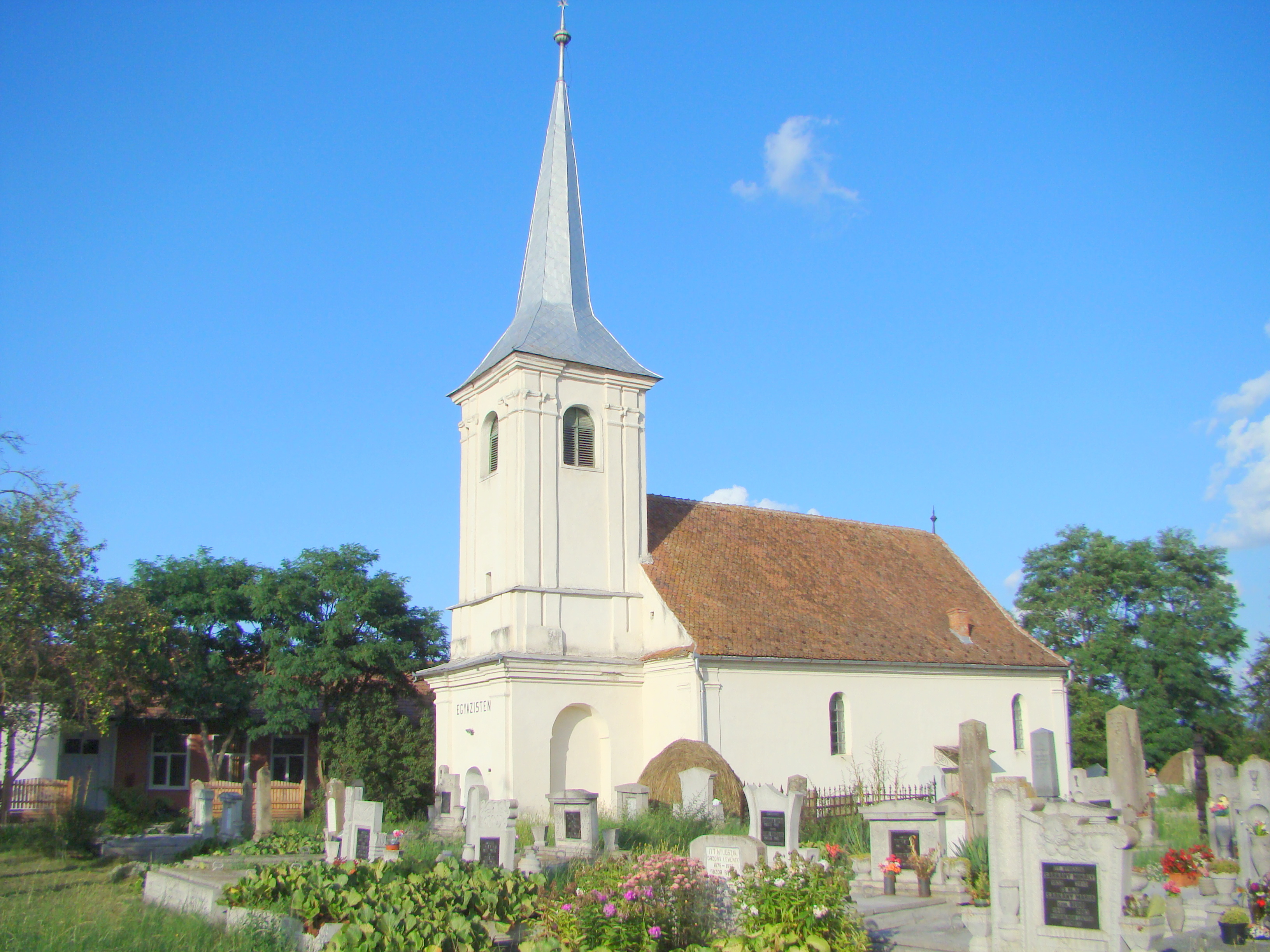
Biserica unitariană (1826)
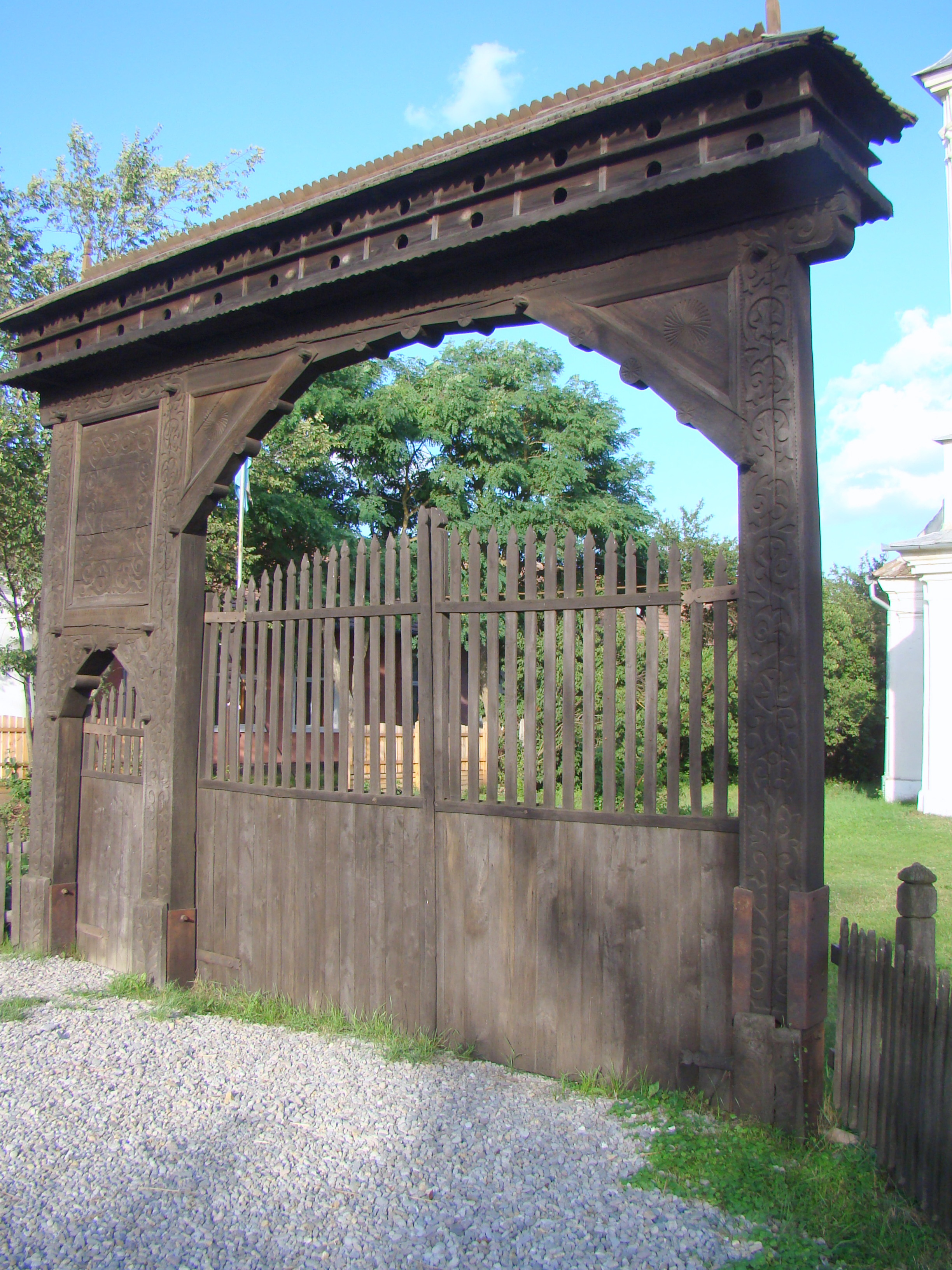
Poarta de lemn a bisericii unitariene
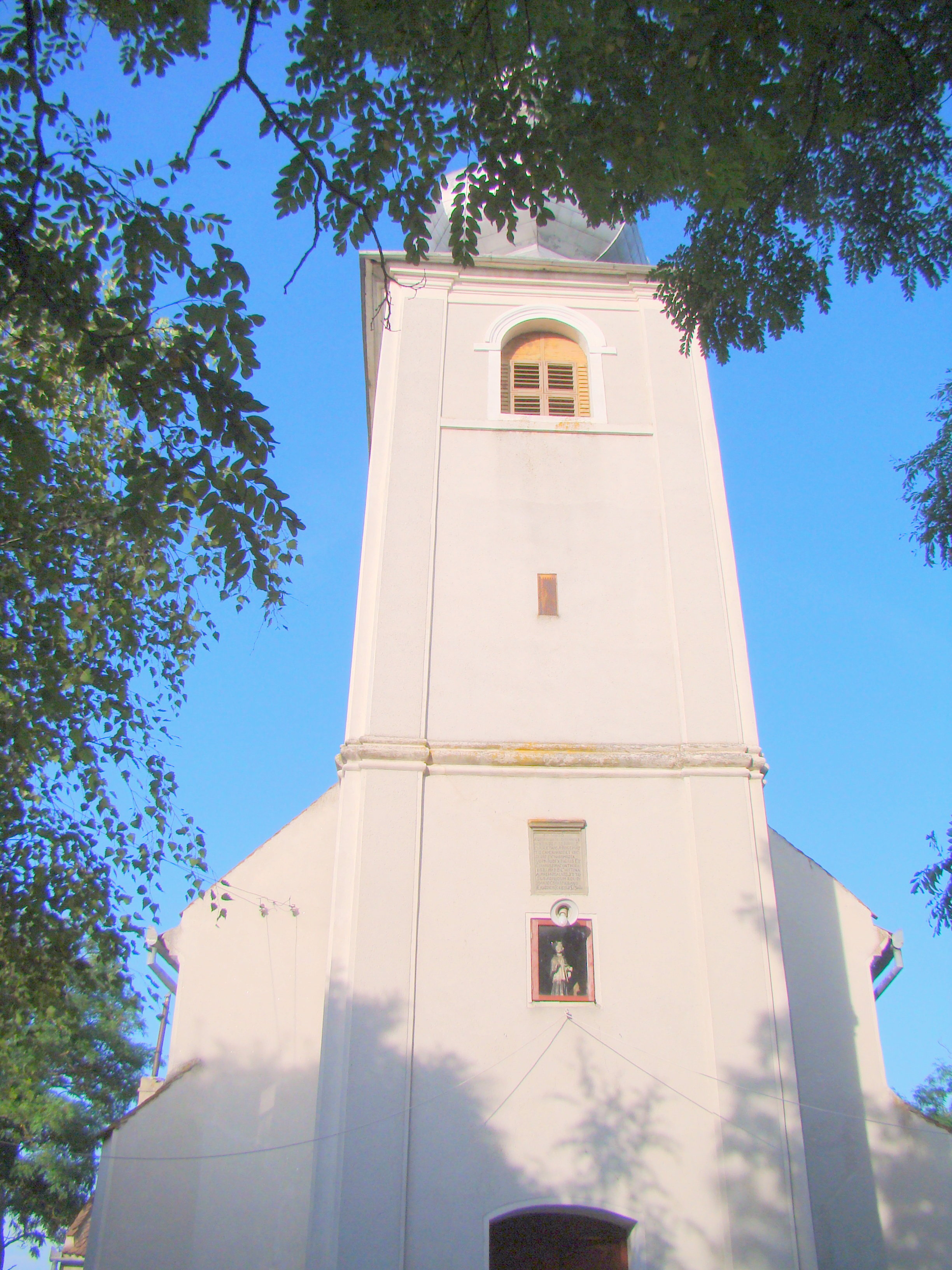
Biserica romano-catolică „Sf. Ioan Botezătorul" (1774, monument istoric)
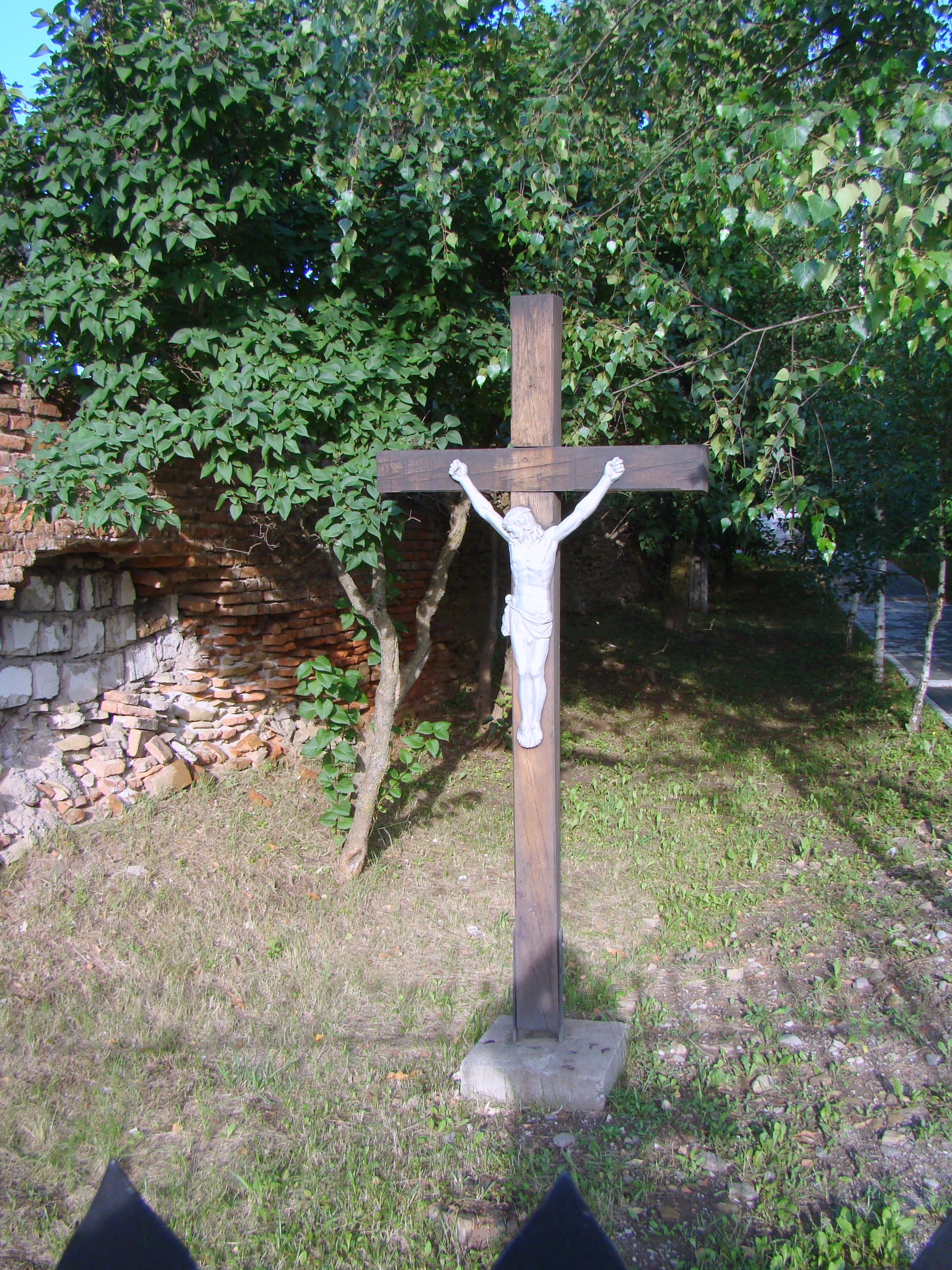

 Acest articol despre o localitate din județul Covasna este deocamdată un ciot. Puteți ajuta Wikipedia prin completarea lui.